# Jungermannia pusilla
Jungermannia pusilla là một loài rêu tản trong họ Jungermanniaceae. Loài này được (C.E.O. Jensen) H. Buch miêu tả khoa học lần đầu tiên năm 1936.